# Gazoryctra ganna
Hépiale plaintive, Hépiale à litures
Espèce
Gazoryctra ganna, l'Hépiale plaintive ou l’Hépiale à litures, est une espèce de Lépidoptères de la famille des Hepialidae décrite en 1808 par l'entomologiste Jakob Hübner.

## Répartition
Cette espèce paléarctique se retrouve en Scandinavie et plus particulièrement en Finlande, dans l'arc Alpin ainsi qu'en Sibérie. En France, cette espèce est présente dans les départements de Savoie et de Haute-Savoie.

## Description
C'est un petit papillon ayant une envergure allant de 30 à 42 mm. Les ailes antérieures ont un fond brun roussâtre parsemé de nombreuses taches blanches caractéristiques. Les deux sexes sont relativement similaires bien que la femelle soit légèrement plus grande et tend à avoir les ailes antérieures plus claires que les mâles.

## Biologie
La période de vol des imagos est comprise entre la fin du mois de juillet et le début du mois de septembre. Dans les Alpes, cette espèce fréquente les prairies et ne se retrouve qu'entre 1 800 et 2 600 m d'altitude, les mâles volent au lever du jour à ras le sol à la recherche de femelle,. La chenille se développe aux dépens des racines de nombreuses plantes basses.

## Dénominations
Ce taxon porte en français les noms vernaculaires ou normalisés suivants, : Hépiale à litures, Hépiale plaintive.

## Systématique
Le nom valide complet (avec auteur) de ce taxon est Gazorycta ganna (Hübner, 1808).
L'espèce a été initialement classée dans le genre Bombyx sous le protonyme Bombyx ganna Hübner, 1808.
Gazoryctra ganna a pour synonymes :
- Bombyx ganna Hübner, 1808
- Gazoryctra confluens Hellweger, 1914
- Hepialus arcticus Boheman, 1848
- Hepialus ganna (Hübner, 1808)
- Hepialus reducta Deutsch, 1922
- Korscheltellus ganna (Hübner, 1808)